# Utrka na 4 milje momčadski na Olimpijskim igrama
Momčadska utrka na 4 milje (6437,32 m) trčala se samo jedanpunt i to na St. Louis 1904. i to u muškoj konkurenciji. Nastupala su dva tima s po pet trkača. Za poredak nije bilo bitno vrijeme nego plasman po mjestima pojedinog trkača što se zbrajalo te time dobio konačni rezultat utrke.
Osvajači medalja prikazani su u sljedećoj tablici:
| Olimpijske igre | Zlato                                                                         | Srebro                                                                 | Bronca |
| St. Louis 1904. | SAD Arthur Newton George Underwood Paul Pilgrim Howard Valentine David Munson | SAD Jim Lightbody William Verner Lacey Hearn Albert Coray Sidney Hatch | —      |

1. ↑  Iako je po nekim izvorima Coray bio državljanin Francuske,
 u bazi rezultata MOO njegove su medalje ipak pribrojene SAD-u.